# Maglavit
Maglavit – wieś w Rumunii, w okręgu Dolj, w gminie Maglavit. W 2011 roku liczyła 3472 mieszkańców.